# Thriller (serie televisiva 1960)
Thriller  è una serie televisiva statunitense in 67 episodi trasmessi per la prima volta nel corso di 2 stagioni dal 1960 al 1962. È conosciuta anche con il titolo Boris Karloff's Thriller.

## Trama
È una serie televisiva di tipo antologico in cui ogni episodio rappresenta una storia a sé. Gli episodi sono storie del genere thriller, horror o giallo e vengono presentati da Boris Karloff.

## Produzione
La serie fu prodotta da Hubbell Robinson Productions e NBC e girata negli studios della CBS Studio Center e della Universal Studios a Los Angeles e Universal City in California.
Tra i registi della serie sono accreditati Herschel Daugherty (16 episodi, 1961-1962), John Brahm (12 episodi, 1960-1962), Ida Lupino (9 episodi, 1961-1962) e John Newland (4 episodi, 1961-1962).
La serie può vantare la presenza di scrittori di genere come autori dei soggetti tra cui: Robert Bloch, che ha adattato un certo numero di sue storie, come The Weird Tailor; Douglas Heyes; Charles Beaumont; Robert E. Howard. Alcuni episodi sono tratti dai lavori di classici scrittori come: Edgar Allan Poe, Richard Matheson; August Derleth e Margaret St. Clair. Oltre a presentare la serie, Karloff recitò in cinque episodi: The Prediction, The Premature Burial, The Last of the Somerviles, Dialogues With Death e The Incredible Doktor Markesan.

## Guest-stars
Molti attori famosi hanno recitato nei vari episodi, alcuni di essi sono:
William Shatner, Leslie Nielsen, Alan Napier, Patricia Medina, John Carradine, Jeanette Nolan, Charles Aidman, Victor Buono, Cloris Leachman, Mary Astor, Everett Sloane, Elizabeth Montgomery, Robert Vaughn, Ursula Andress, Dick York, Hazel Court, George Kennedy, Marion Ross, Henry Silva, William Windom, Richard Chamberlain, Bruce Dern.

## Episodi
| Stagione         | Episodi | Prima TV originale |
| ---------------- | ------- | ------------------ |
| Prima stagione   | 37      | 1960-1961          |
| Seconda stagione | 30      | 1961-1962          |